# Хоха, Болеслав
Болеслав Хоха (пол. Bolesław Chocha; 6 августа 1923, Гродно — 6 мая 1987, Юзефув) — польский генерал, в 1968—1973 — начальник Генерального штаба вооружённых сил ПНР. Кандидат в члены ЦК ПОРП. Известен как один из организаторов вторжения в Чехословакию в 1968 и подавления рабочих протестов в 1970. Причисляется к видным стратегам обороны Польши.

## Война и военная служба
Родился в семье офицера Корпуса охраны пограничья. Отец Болеслава Хохи участвовал в боях с РККА в 1939. Семья была арестована НКВД СССР и депортирована в Казахстан.
В 1943 Болеслав Хоха вступил в польские вооружённые силы на территории СССР. Служил в дивизия имени Тадеуша Костюшко. Был командиром взвода, участвовал в битве под Ленино. Военное образование получил в 1944 в Рязани.
После окончания войны Болеслав Хоха остался на военной службе. В 1951 окончил Академию Генерального штаба. Командовал первой в стране воздушно-десантной дивизией — 6-й Померанской. В 1960 получил звание генерала бригад. С 1965 — генерал дивизии. В 1947 вступил в правящую коммунистическую ПРП, с 1948 состоял ПОРП.

## Начальник Генерального штаба
11 апреля 1968 Болеслав Хоха был назначен начальником Генерального штаба Народного Войска Польского. Первой крупной акцией на этом посту стало участие в планировании и реализации вторжения войск Организации Варшавского договора в Чехословакию для подавления Пражской весны. В то же время, по воспоминаниям Рышарда Куклинского, Болеслав Хоха был недоволен подчинением ПНР Советскому Союзу, считал такое положение унизительным, вредным и опасным для Польши. Особую тревогу вызывала у него перспектива столкновения с НАТО, в которое Польша могла быть втянута на стороне СССР. Однако это недовольство не выходило за рамки осторожных частных разговоров или туманных намёков тому же Куклинскому.
Смыслом военной доктрины Польши генерал Хоха считал защиту национальной территории — уделяя особое внимание ВВС и гражданской обороне. В то же время активно работал над усилением и перевооружением ВМФ.
В декабре 1970 генерал Хоха активно участвовал в подавлении рабочих протестов на Балтийском побережье. Он не принадлежал к авторам политического решения, но координировал действия армейских частей и отдавал приказы о применения оружия против забастовщиков и демонстрантов.
В те же дни генерал Хоха сыграл важную роль в фактическом отстранении от власти Владислава Гомулки и приходе Эдварда Герека на пост первого секретаря ЦК ПОРП. Передвижения войск в Варшаве, посредством которых оказывалось давление на Гомулку, совершались под его координацией. Политически Хоха ориентировался на генералов Ярузельского и Сивицкого.
11 января 1973 Болеслава Хоху сменил во главе Генерального штаба Флориан Сивицкий. Хоха был назначен комендантом Академии генштаба. Занимал этот пост до декабря 1978.
Болеслав Хоха — автор ряда работ военно-оперативной и военно-исторической тематики.
За годы службы Болеслав Хоха был награждён рядом орденов и медалей ПНР, СССР, СФРЮ и Финляндии.

## Отставка и кончина
В 1979 Болеслав Хоха вышел в отставку. Состоял в руководстве Союза борцов за свободу и демократию. Проживал в небольшом городе Юзефув (Отвоцкий повят). Был женат, имел сына и дочь.
Скончался Болеслав Хоха в возрасте 63 лет. В церемонии похорон участвовал Флориан Сивицкий, на тот момент министр национальной обороны ПНР.